# Massaranduba (Paraíba)
Massaranduba é um município brasileiro localizado na Região Metropolitana de Campina Grande, estado da Paraíba. Sua população em 2020 foi estimada pelo IBGE (Instituto Brasileiro de Geografia e Estatística) em 13 998 habitantes, distribuídos em 206 km² de área.

## História
Nos anos de 1918, existia um local onde hoje se encontra edificada a cidade de Massaranduba, uma grande árvore do mesmo nome, em cuja sombra foi construída uma barraquinha para a venda de bebidas e lanches, aos viajantes que por ali passavam. Era de propriedade de Antônio Gomes. O segundo a se estabelecer foi, José Benício de Araújo que construiu uma casa e um mercado, vindo depois Manoel Firmino, José Carneiro Filho, João Soares da Luz, e José Caetano de Araújo.
Embora a emancipação política seja datada de 1965, desde o final do século XIX, a atual zona rural da cidade era habitada por pequenas comunidades.
Estas datas têm a ver com a origem da sede do município, contudo, desde o final do século XIX alguns distritos rurais eram assistidos religiosamente pelo pároco da Igreja Católica de Serra Redonda.
A vila teve o ápice de seu crescimento populacional em 1906, com a grande seca que afetou o nordeste brasileiro ocorreu um movimento migratório, atraídos pela disponibilidade de água na região. O Olho D´água do Matias, localizado próximo à atual zona urbana do município, favoreceu a alocação de novos moradores.
O crescimento populacional se tornou mais notório com o desenvolvimento cultura do sisal e do algodão que atraiu investimentos e mão de obra o que deu a até então pequena vila o status de povoado. A população imigrante à época o até então, distrito de Campina Grande tinha origem principalmente dos municípios de Serra Redonda, Matinhas, Alagoa Nova, Alagoa Grande, Juarez Távora e Ingá.
A população do distrito de Campina Grande foi beneficiada com a instalação da Escola Municipal Suzete Dias Correia na época do governo do prefeito Plínio Lemos e do Mercado Público Municipal na época do governo do prefeito Severino Bezerra Cabral.
O desenvolvimento da região do atual município de Massaranduba foi a motivação para que as famílias lá instaladas, notadamente as que possuíam mais influência política, como as famílias Ribeiro, Zeca, Machado, Araújo que posteriormente fizeram parte do governo do município, pleitearam junto às autoridade políticas estaduais o aclame para a emancipação.
Em divisões territoriais datadas de 31 de dezembro de 1936 e 31 de dezembro de 1937, figura no município de Campina Grande o distrito de Massaranduba. 
Pelo decreto lei estadual nº 520, de 31 de dezembro de 1943, o distrito passou a ser grafado Massarandiba. No quadro fixado para vigorar no período de 1939-1943, o distrito já grafado Massarandiba, figura no município de Campina Grande. Em divisão datada de 1 de julho de 1960, o distrito aparece grafado novamente Massaranduba e permanece no município de Campina Grande. Assim permanecendo em divisão territorial datada de 31-XII-1963. Elevado à categoria de município com a denominação de Massaranduba, pela lei estadual nº 3308, de 7 de maio de 1965, desmembrado de Campina Grande. Sede no antigo distrito de Massaranduba. Constituído do distrito sede. Instalado e, 14 de maio de 1965. 
Assim permanecendo em divisão territorial datada de 2007.

### Emancipação política
Com o desenvolvimento do povoado de Massaranduba formando um grande progresso local, surgiu em 1965 a ideia de emancipá-la politicamente. Isso se deu através da lei estadual nº 3308 de 7 de maio de 1965, que desmembrou o então distrito de Massaranduba de Campina Grande elevando-o a categoria de município formado pelo distrito sede, contando com os distritos de Santa Terezinha, Cachoeira do Gama e Mulungu.

### Etimologia
Maçaranduba, variação de maçarandiba, é um termo de origem tupi (mosarandiýua).

## Geografia
Massaranduba encontra-se localizada na Microrregião de Campina Grande. Seu crescimento populacional é de 0,86% anual. A cidade polo de sua região é Campina Grande cuja distância entre ambas é de 16 km.
Sua precipitação pluviométrica anual é de 960 mm. O período de chuvas tem início no mês de março prolongando-se até o final de agosto. Os meses mais quentes são: Dezembro, janeiro e fevereiro, e os mais frios são de maio a setembro.
| Dados climatológicos para Massaranduba | Dados climatológicos para Massaranduba | Dados climatológicos para Massaranduba | Dados climatológicos para Massaranduba | Dados climatológicos para Massaranduba | Dados climatológicos para Massaranduba | Dados climatológicos para Massaranduba | Dados climatológicos para Massaranduba | Dados climatológicos para Massaranduba | Dados climatológicos para Massaranduba | Dados climatológicos para Massaranduba | Dados climatológicos para Massaranduba | Dados climatológicos para Massaranduba | Dados climatológicos para Massaranduba |
| Mês                                    | Jan                                    | Fev                                    | Mar                                    | Abr                                    | Mai                                    | Jun                                    | Jul                                    | Ago                                    | Set                                    | Out                                    | Nov                                    | Dez                                    | Ano                                    |
| -------------------------------------- | -------------------------------------- | -------------------------------------- | -------------------------------------- | -------------------------------------- | -------------------------------------- | -------------------------------------- | -------------------------------------- | -------------------------------------- | -------------------------------------- | -------------------------------------- | -------------------------------------- | -------------------------------------- | -------------------------------------- |
| Precipitação (mm)                      | 68,5                                   | 75,7                                   | 107,8                                  | 120,2                                  | 121,5                                  | 144,3                                  | 140,3                                  | 79,9                                   | 41,6                                   | 15,8                                   | 15,7                                   | 26,7                                   | 958,1                                  |
| Fonte: Atlas Pluviométrico da Paraíba  |                                        |                                        |                                        |                                        |                                        |                                        |                                        |                                        |                                        |                                        |                                        |                                        |                                        |

## Economia
O ramo agropecuário é a principal fonte de renda do município.
Segundo dados do IBGE, de 2015, o município possui:
| Número de empresas atuantes    | 62 unidades          |
| Número de unidades locais      | 63 unidades          |
| Pessoal ocupado assalariado    | 851 Pessoas          |
| Pessoal ocupado total          | 922 Pessoas          |
| Salário médio mensal           | 1,7 Salários mínimos |
| Salários e outras remunerações | 14.654 mil Reais     |

## Infraestrutura

### Saneamento básico
Em novembro de 1985 foi inaugurado o açude de Massaranduba, com capacidade de acumulação em torno de 1000000 (um milhão) de m³, com extensão de barragem em 1,44 m, de altura máxima de 25,60m, largura do sangradouro de 20.000m, revanche de 2.0m, obra concretizada pela Secretaria Estadual de Recursos Hídricos, no Governo Estadual de Wilson Leite Braga, e no Governo Municipal do prefeito Manoel Rogério Silva, através do Projeto Canaã.
Atualmente a cidade é saneada pela CAGEPA (Companhia de Água e Esgotos da Paraíba), sendo acrescentados ao sistema de distribuição de cisternas caseiras e pipas d’água pela zona rural e urbana.

### Educação
Mesmo antes de sua emancipação política, Massaranduba tinha o setor educacional com o Grupo Escolar Suzete Dias Correia, fundado pelo Prefeito Plínio Lemos, várias escolas rurais foram pagas pelo município de Campina Grande. Em 1972 foi fundado o Ginásio Comercial pelo então prefeito da época João Machado da Nóbrega. Também funcionava um núcleo rural com escola Doméstica, dando assistência às mulheres da Zona Urbana e Rural, e a Cooperativa Agrícola.
Em 12 de março de 1980 surgiu a Escola Estadual de 1º Grau Maria Zéca de Souza, criada pela Administração Estadual do então governador do Estado, Tarcisio de Miranda Burity, funcionando com alunos de 5ª a 8ª série. Sendo bem recebida pelo Governo Municipal, Câmara de Vereadores e toda população local.
Em julho de 1998 foi implantado o Programa de Alfabetização Solidária em parceria MEC/UFPB/PREFEITURA, onde são atendidos cerca de 500 jovens, nas Zonas Urbana e Rural.

### Saúde
Em 1975 foi construído o Hospital de Massaranduba e entrou em funcionamento no dia 17 de junho de 1976.
No dia 13 de dezembro de 1979 foi inaugurado o Posto Médico desta cidade funcionando como ambulatório e setor de odontologia.
Hoje o município conta com postos de saúdes espalhados por todas as comunidades e, com o NASF (Núcleo de apoio à saúde da Família), com o CEO (Centro Especializado de Odontologia). Conta também com diversos agentes de saúde - que auxiliam as famílias de baixa renda -, agentes de vigilância sanitária e agentes de combates a endemias.

## Hino Oficial
Composto pelo maestro Roniere Leite Soares no dia 7 de julho de 2011, cuja partitura está sob o registro ISMN 979-0-9017206-3-3.

## Política

### Prefeitura
O primeiro prefeito de Massaranduba foi escolhido por nomeação. O Sr. José Machado da Nóbrega governou durante o período de 1965 a 1966 e ao fim do seu mandato os demais prefeitos foram eleitos pelo voto direto:
| nº | Nome                                  | início do mandato    | fim do mandato         |
| 1  | José Machado da Nóbrega               | 1965                 | 1966                   |
| 2  | José Augusto Ribeiro                  | 1967                 | 1970                   |
| 3  | João Machado da Nóbrega               | 1970                 | 1973                   |
| 4  | Geraldo M. da Nóbrega                 | 1973                 | 1976                   |
| 5  | José Roberto de Souza                 | 1977                 | 1982                   |
| 6  | Manoel Rogério da Silva               | 1983                 | 1988                   |
| 7  | José Roberto de Souza                 | 1989                 | 1992                   |
| 8  | Roberto Sabino de Souza               | 1993                 | 1996                   |
| 9  | João Ribeiro                          | 1996                 | 2000                   |
| 10 | Antônio Mendonça Coutinho Filho       | 1 de janeiro de 2001 | 31 de dezembro de 2004 |
| 11 | Antônio Mendonça Coutinho Filho       | 1 de janeiro de 2005 | 31 de dezembro de 2008 |
| 12 | Paulo Fracinette de Oliveira          | 1 de janeiro de 2009 | 31 de dezembro de 2012 |
| 13 | Joana Darc Queiroga Mendonça Coutinho | 1 de janeiro de 2013 | 31 de dezembro de 2016 |
| 14 | Paulo Fracinette de Oliveira          | 1 de janeiro de 2017 | 31 de dezembro de 2020 |
| 15 | Paulo Fracinette de Oliveira          | 1 de janeiro de 2021 | 14 de setembro de 2023 |
| 16 | João Costa de Sousa                   | 1 de abril de 2024   | atualidade             |

### Câmara de Vereadores

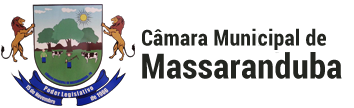
Brasão da Câmara Municipal de Massaranduba

A Câmara Municipal, nominada Casa Edson da Silva Meira, foi fundada no dia 15 de novembro de 1966 e, atualmente, conta com 9 (nove) vereadores.
| Nome                          | Partido | Cargos          |
| Aderson Gomes da Cruz         | PMDB    |                 |
| Edilma da Silva Guedes        | PSD     |                 |
| Elias Angelino dos Santos     | PSDB    | Presidente      |
| Erinalda de Souza Monteiro    | PP      | 1ª secretária   |
| José Gilberto dos Santos      | PMDB    | Vice-presidente |
| José Valdir Pereira da Silva  | PSL     | 2° secretário   |
| José Vanderlei Lourenço       | SD      |                 |
| José Wilson Vieira das Mercês | PMDB    |                 |
| Lenilton Barboza de Lima      | PSD     |                 |

## Religião

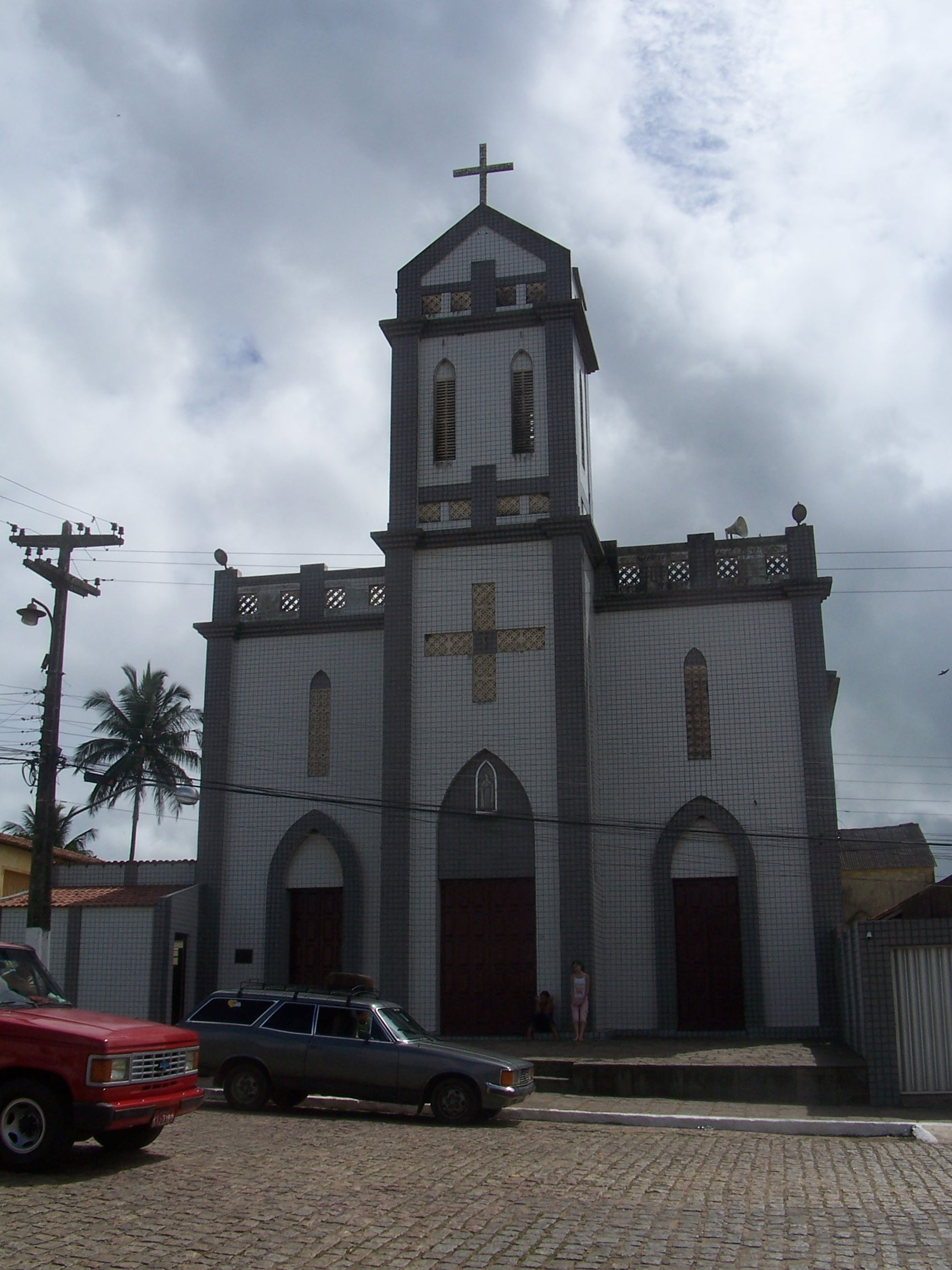
Igreja Matriz de Massaranduba

Além da Igreja Católica existem na cidade diversos templos cristãos protestantes e prática de religiões afro-brasileiras, como a umbanda e o candomblé.

### Igreja Católica Apostólica Romana
A primeira missa em Massaranduba foi celebrada na casa do Sr. Zuza Benício, nessa época a religião que predominava era o catolicismo, não existindo igrejas.
Na década de 1950 foi construída a Igreja Matriz de Santa Teresinha (padroeira de Massaranduba).
A Paróquia de Santa Teresinha atualmente é composta por 22 comunidades, sendo 6 na zona urbana e todas as demais na zona rural da cidade.
| Comunidade                      | Local                      | Patrocínio      |
| Matriz                          | Centro                     | Santa Teresinha |
|                                 |                            |                 |
| Alto da Bela Vista              | Nossa Senhora Aparecida    |                 |
| Baixada                         | Nossa Senhora das Graças   |                 |
| Doze                            | Nossa Senhora de Fátima    |                 |
| Sítio Chã do Bálsamo            | Nossa Senhora Aparecida    |                 |
| Sítio Nicolândia                | São Francisco de Assis     |                 |
| Vila Nicolândia                 | Santo Expedito             |                 |
| Vila Padre André                | Santo André                |                 |
| Capela                          |                            |                 |
| Sítio Aningas                   | São Sebastião              |                 |
| Sítio Barreto                   | Santo Antônio              |                 |
| Sítio Cachoeira do Gama         | São Miguel                 |                 |
| Sítio Cachoeira de Pedra d'Água | Santa Luzia                |                 |
| Sítio Cafula                    | Nossa Senhora da Conceição |                 |
| Sítio Embiras                   | São João Batista           |                 |
| Sítio Gameleira                 | Nossa Senhora de Lourdes   |                 |
| Sítio Gravatá                   | Santa Ana                  |                 |
| Sítio Jacu                      | Santo Antônio              |                 |
| Sítio Mulungu                   | São José                   |                 |
| Sítio Salgadão                  | São Sebastião              |                 |
| Sítio São Miguel                | São Miguel                 |                 |
| Sítio Tigre                     | São Pedro                  |                 |
| Sítio Várzea Grande             | Sagrado Coração de Jesus   |                 |

## Esporte
O esporte em Massaranduba caracteriza-se principalmente pela prática do futsal. Realizado nos Ginásios de Esportes presentes na cidade, que ao todos são 2. Essa atividade é praticada principalmente por alunos da rede municipal e estadual de ensino. E times amadores se reúnem uma vez por ano na disputa do prêmio do campeonato denominado de "Copão da Independência".
Outra atividade esportiva praticada na Zona Rural do Município é o futebol de areia. Praticado na quadra de esportes do Sítio Nicolândia, frequentada por pessoas de todas as idades de dentro e fora da comunidade.

## Eventos
Em 2002 foi criado o Forró Massa, e que em dois anos ficaria conhecido como, o maior São João fora de época da Paraíba, atraindo pessoas de vários lugares para Massaranduba numa festa que dura três noites e que tem atrações conhecidas em todo o Brasil. A partir de 2009 o Forró Massa passou a se chamar Forró Mais.
Outros eventos são o Moto Massa, a partir de 2009 renomeado de Moto Mais, evento realizado todos os anos na cidade que reúne praticantes do motocross. Outro evento importante é a Festa da Padroeira Santa Teresinha que atrai centenas de fiéis e, é realizada todos os anos no mês de outubro.